# Alexandre Mouton
Alexandre Mouton, född 19 november 1804 i Attakapas District i Orleansterritoriet (nuvarande Louisiana), död 12 februari 1885 i Lafayette i Louisiana, var en amerikansk politiker (demokrat). Han representerade delstaten Louisiana i USA:s senat 1837–1842 och tjänstgjorde som Louisianas guvernör 1843–1846.

## Biografi
Mouton utexaminerades från Georgetown College (numera Georgetown University). Han studerade sedan juridik i St. Martinville i Louisiana och arbetade som advokat i Lafayette Parish.
Senator Alexander Porter avgick i januari 1837 av hälsoskäl och efterträddes av Mouton som sedan valdes till en hel sexårig mandatperiod i senaten. Mouton avgick 1842 och besegrade Whigpartiets kandidat Henry Johnson i guvernörsvalet i Louisiana senare samma år. Han efterträdde Andre B. Roman som guvernör 1843 och efterträddes 1846 av Isaac Johnson.
Mouton var 1861 ordförande vid konventet som beslutade om Louisianas utträde ur USA. Mouton stödde Amerikas konfedererade stater i amerikanska inbördeskriget. Nordstaternas trupper brände hans sockerkvarn, tog hans plantage i besittning för bruk som högkvarter och frigjorde hans 120 slavar.
Mouton är begravd på St. John's Cemetery i Lafayette.

## Privatliv
I sitt första äktenskap var Mouton gift med Zilia Rousseau. Hon var 15 år gammal när hon gifte sig med honom den 7 september 1826 i Opelousas. Zilia dog den 16 oktober 1837 i en ålder av 26 år. Ett av Moutons barn från första äktenskapet var Alfred Mouton som stupade i strid år 1864 som brigadgeneral i sydstatsarmén.
I februari 1842 gifte han sig med Emma K. Gardner som var dotter till Charles K. Gardner. Brudens far hade tjänstgjort som överste i 1812 års krig.